# Dave Debol
David C. Debol (St. Clair Shores, 27 marzo 1956) è un allenatore di hockey su ghiaccio ed ex hockeista su ghiaccio statunitense.
Nel corso della carriera giocò in National Hockey League e nella World Hockey Association.

## Carriera
Debol, cresciuto nell'area di Detroit frequentò per quattro stagioni l'Università del Michigan ad Ann Arbor vincendo numerosi trofei individuali e concludendo la carriera con 246 punti in 156 partite disputate. In occasione dell'NHL Amateur Draft 1976 fu scelto durante il settimo giro in sessantatreesima posizione assoluta dai Chicago Blackhawks. Nello stesso anno era stato scelto però anche nel Draft della WHA dai New England Whalers.
Il suo esordio fra i professionisti giunse al termine della stagione 1977-1978 proprio nella WHA ma con la maglia dei Cincinnati Stingers; nello stesso periodo Debol venne  chiamato dalla nazionale statunitense per disputare il secondo mondiale consecutivo dopo quello giocato nel 1977.
Dopo una stagione completa con gli Stingers nel 1979 la WHA si sciolse e i diritti sul giocatore passarono agli Hartford Whalers, franchigia con cui fece il proprio esordio in National Hockey League nella stagione 1979-80. Vi rimase per due stagioni alternando presenze in prima squadra con altre nelle formazioni delle leghe minori affiliate ai Whalers in American Hockey League e in Central Hockey League.
Nel 1981 Debol prese parte al mondiale di hockey per la terza e ultima volta in carriera. Nelle due stagioni successive continuò a giocare nella Central Hockey League arrivando fino alla finale dell'Adams Cup con i Birmingham South Stars nella stagione 1982-1983. Concluse la carriera un anno più tardi dopo aver giocato nella Lega Nazionale B svizzera al Wetzikon.
Nel 2016 è stato nominato capo allenatore dei neonati St. Clair Shores Fighting Saints, squadra della sua città natale, iscritta alla Federal Hockey League. Già in precedenza aveva allenato squadre giovanili ed universitarie, ed è inoltre proprietario di scuole di hockey.

## Palmarès

### Individuale
- WCHA First All-Star Team: 1

1976-1977
- WCHA Second All-Star Team: 1

1975-1976
- NCAA West First All-American Team: 1

1976-1977